# Asparagus krebsianus
Asparagus krebsianus är en sparrisväxtart som först beskrevs av Carl Sigismund Kunth, och fick sitt nu gällande namn av John Peter Jessop. Asparagus krebsianus ingår i släktet sparrisar, och familjen sparrisväxter. Inga underarter finns listade i Catalogue of Life.